# Борко Гвозденовић
Борко Гвозденовић (1937) српски је новинар и књижевник.

## Биографија
Борко Гвозденовић је рођен 29. октобра 1937. у Сирчи код Краљева, Србија. Гимназију је завршио у Краљеву. Дипломирао је Филолошком факултету Београдског универзитета, Група за југословенску и светску књижевност.
Гвозденовић је читав радни век, више од четрдесет година, провео у „Политици“, најпре као сарадник на Београдској хроници, потом њен уредник, уредник Дописничке мреже и уредник Спољнополитичке рубрике.
Био је стални дописник „Политике“ из Кине (од 1985. до 1990) и Совјетског Савеза, потом Руске федерације (од 1991. до 1994). Добитник је годишње „Политикине“ награде за 1990, награде за животно дело Савеза новинара Србије и Црне Горе (2007) и „Вукове награде“ Културно просветне заједнице Србије за допринос српској култури (2015).
За публицистички рад добио је награду коју додељује Академија „Иво Андрић“ за књигу „Траг до Истанбула“ (2003) и награду Фонда „Драгојло Дудић“ за дело „Пријепољска књига бесмртника“.
Члан је Удружења новинара Србије и Удружења књижевника Србије.

## Из рецензија
Из рецензије књиге „Пријепољска књига бесмртник“. Рецензија проф. др Миодрага Милојевића:
Књига Борка Гвозденовића представља хронику два изузетна дана у историји Пријепоља, испричану у облику сећања и размишљања тридесетак учесника. Иако су изнета знатно касније, када појединости почињу да бледе (нарочито поједина имена) и да се мењају под утицајем промена које доноси време, она задржава своју аутентичност и свежину. Због тога се књига лако чита. Њену вредност повећава списак погинулих и несталих.
Без обзира на протекло време и настале друштвене промене књиге ове врсте, па и рукопис Борка Гвозедновића, могу имати читаоце и међу онима који су друкчије опредељени. Књига вреди само ако може да изазове размишљање и разговоре. Убедјени смо да ова књига то може.
(Књига изашла из штампе 2009, у издању Центра за издаваштво и информисање Правног факултета Универзитета у Београду и Досије студија, Београд)